# Рамат-Ишай
Рамат-Ишай (ивр. רמת ישי‎) — местный совет в северной части Изреельской долины, рядом с трассой из Кирьят-Тивона в Назарет, около 4 км восточнее Кирьят-Тивон.
Назван в честь Израиля-Иегуды (Ишая) Адлера — одного из первых учителей иврита в Пинске (Белоруссия), одного из основателей Тель-Авива, Рамат-Гана и гимназии «Герцлия».
Общая площадь в управлении местного совета 2300 дунамов. Статус местного совета с 1958 года.
Самым заметным зданием посёлка является караван-сарай времён турецкого правления в Палестине. Это здание и растущая возле него пальма являются символами посёлка. На сегодняшний день в здании караван-сарая работает фабрика по переработке мяса «Оф Ха-Эмек».

## История
Начало Рамат-Ишая восходит к польской организации «Манор», целью которой было создание в Эрец-Исраэль посёлка, в котором занятие сельским хозяйством сочеталось бы с занятием ткацкой промышленностью. Для исполнения задуманного организация купила землю деревни Кафр-Джейде у «Американского сионистского братства», которая сама приобрела её у арабов. Первые семьи поселенцев прибыли на место в ноябре 1925, а после присоединения к ним дополнительных семей, к середине 1926 года, в поселении жили 54 семьи и 36 одиночек. Среди создателей посёлка большинство (50 семей) составляли жители Лодзи и Белостока, которые основали текстильную фабрику в посёлке. С экономической точки зрения эта затея быстро провалилась, и фабрика была продана сионистской администрации на аукционе. После этой неудачи большинство жителей посёлка вернулись обратно в Польшу, а немногие оставшиеся сконцентрировали свои усилия на сельском хозяйстве.
Нашествие мышей, съевших всходы, привело к большим финансовым потерям у тех 25 семей, что остались в посёлке. В 1931 году организована новая текстильная фабрика при помощи «Еврейского национального фонда» и «Фонда основания», которые создали фирму по производству ткацких станков, целью которой было развить фабрику Рамат-Ишая и не разочаровать польских евреев в возможности развития ткацкой промышленности в Эрец-Исраэль. В 1932 году на фабрике работали 8 работников, использовавших малую часть станков, имевшихся там. В 1933 году группа немецких евреев купила фабрику и модернизировала оборудование.
В 30-х годах земля, принадлежавшая поселению, была разделена на частные участки между всеми основателями. Несмотря на просьбы оставшихся в посёлке жителей сконцентрировать вместе отходящие к ним участки, разделение было произведено по жребию. В итоге получилась ситуация, при которой немногие живущие в посёлке были разбросаны по достаточно большой территории.
Во время Большого Арабского Восстания, в ночь на праздник Шавуот, арабы проникли на территорию Рамат-Ишая с целью стереть его с лица земли. Им удалось сжечь текстильную фабрику, убить охранника Цви Левина и ранить ещё одного из жителей. Текстильная фабрика вновь была восстановлена, на этот раз Моше Лесманом из Лодзи, изменившим название фабрики на «Долинa Текстиля» (ивр. עמק טקסטיל‎). В посёлке поселилось несколько рабочих фабрики, из числа йеменских евреев.
В 1943 году было решено передать посёлку 10 тысяч палестинских лир из фонда Ишая Адлера на развитие поселения, с условием, что жители будут соблюдать еврейские обычаи. В 1944 началось возведение первых 10 домов современного посёлка, имя которого было переделано на Рамат-Ишай (первоначально было Рамат-Лодзь, затем ряд других названий). В 1947 году текстильная фабрика, в конце 30-х годов переставшая получать дотации из Лодзи и Германии, прекратила своё существование. В результате этого, в 1947 году, в посёлке осталось только 15 семей. В том же месяце были заложены поликлиника и синагога, возводившиеся на пожертвования. В 1948 году, после создания Государства Израиль, фабрика возобновила свою работу. В Рамат-Ишай жили 30 семей, основной доход которых был с их работы на фабрике. В мае 1949 в посёлке жили уже 45 семей. А в 1950 году напротив Рамат-Ишая был создан палаточный лагерь для перемещённых лиц (маабара), в котором жили 500 семей. Лагерь был закрыт в 1953 году, после перевода последних 200 семей в Мигдаль-ха-Эмек.
В конце 1951 года в посёлке жили уже 160 семей. Основаны пекарня, столярная мастерская и другие предприятия. В 1953 году построены кожевенный завод и прядильная фабрика. В 1953—1954 годах поселковый совет потребовал присоединения дополнительной земли для роста и развития поселения.
В 1957 году концерн «Тнува» открыл в посёлке фабрику по переработке мяса, которая в скором времени закрылась из-за отсутствия экономической рентабельности. В 1959 году текстильная фабрика обанкротилась и была распродана за долги. Попытка её восстановления провалилась, и текстильное производство в посёлке закрылось окончательно. В 1961 году посёлок находился в крайне тяжёлом положении, когда только 60 человек из 210 семей посёлка нашли работу. На этом этапе была создана фабрика «Оф Ха-Эмек», на основе ранее закрытой фабрики «Тнувы». В 1963 году была основана промышленная зона, для создания рабочих мест для жителей округи.
В 1962 году местному совету было назначено внешнее управление, во главе которого, один из первых случаев в Израиле, была поставлена женщина — Йехудит Шошани. В конце 1969 года этот местный совет был единственным, в котором пост главы и пост заместителя главы совета занимали женщины. В 1971 стал первым местным советом, в котором пост главы совета перешёл от женщины к женщине.
В 1978 году на пост главы местного совета был избран Дрор Фогель. В это время в посёлке жило только 800 жителей. При Фогеле началось быстрое развитие посёлка. Были построены или отремонтированы многие общественные здания, в том числе плавательный бассейн, новый комплекс начальной школы и баскетбольный зал по стандарту Высшей лиги. В посёлок стали переселяться семьи более высокого социально-экономического уровня из близлежащих городов Афулы, Хайфы и т. д. Фогель, который занимал пост до 1993 года, разработал и осуществил строительство двух новых жилых кварталов — Кидмат-Ишай и Адар-Ишай, заселённых, в большей степени, сотрудниками фирм хай-тека. Новые кварталы были построены на бывших сельскохозяйственных землях, статус которых был изменён решениями государства. Дрор Фогель погиб в 1999 году, когда сопровождал экскурсионную группу в Иорданию.
Новый глава совета, Нир Хавкин, добился открытия в посёлке девятилетней школы и продолжил расширение посёлка. С 2008 года глава местного совета — Офер Бен-Элиэзер.

## Население
По данным Центрального статистического бюро Израиля, население на начало 2020 года составляло 7 785 человек.. Прирост населения составлял 4,6 %.
Местный совет имеет социально-экономический коэффициент 8 из 10. Коэффициент Джини — 0,4415.
Процент получающих полный аттестат зрелости 68,0 %. Среднемесячная зарплата в 2009 году составляла 9642 шекеля (при средней по Израилю 7070 шек.).
Практически посёлок является спальным пригородом, состав населения которого состоит из работников фирм высоких технологий и чиновников среднего и высокого уровня. Процент имеющих высшее образование для жителей старше 28 лет — 71 %. Количество автомобилей личного пользования — 0,63 авт./чел.

## Образование, культура и спорт
В Рамат-Ишай две школы — начальная «Аразим» и девятилетняя «Юваль».
Дом культуры в центре посёлка и ряд магазинчиков около него представляют собой центр культурной жизни. В Доме культуры находятся библиотека, работают клубы по интересам и группы для детей. Там же находиться театральный и кино зал «Бейт Мирьям». Рядом расположен центр развития молодёжи. В нём работает местное отделение организации «работающей и учащейся молодёжи».
В 2011 году в Рамат-Ишае создана молодёжная организация «Манор», названная в память польской организации, пытавшейся создать промышленно-сельскохозяйственное поселение в 20-х годах XX века.
В 90-х годах в Рамат-Ишай построен скалодром «Кир Саги», который является самым высоким в Израиле, и единственным, соответствующим международным стандартам. На это скалодроме проходят каждый год чемпионаты Израиля. Назван в память местного уроженца Саги Блау, погибшего при исполнении воинского долга в Южном Ливане 19 октября 1988 года.
В посёлке также команда хоккея на роликах, трижды становившаяся чемпионом Израиля и дважды завоевавшая кубок Израиля. Пятеро из игроков молодёжной секции играют в сборной Израиля до 20 лет (половина состава сборной).
В посёлке, находящемся на пересечении дорог с севера Израиля в Изреельской долине, построены три торговых центра, включающие большое количество ресторанов и баров, популярных далеко за пределами Изреельской долины.

## Главы местного совета
Главы местного совета с момента получения статуса:
- декабрь 1959 — Амнон Янай
- ноябрь 1962 — Йехудит Шошани
- ноябрь 1965 — Одед Янай
- ноябрь 1969 — Йехудит Шошани
- март 1971 — Зельда Кремер
- 1974 — Йехудит Шошани
- сентябрь 1976 — Моше Зейднер
- октябрь 1978 — Дрор Фогель
- ноябрь 1993 — Зеев Шварц
- ноябрь 1998 — Ицхак-Нир Хавкин
- ноябрь 2008 — Офер Бен-Элиэзер